# 20 Draconis
20 Draconis, eller h Draconis, är en misstänkt variabel (VAR) i stjärnbilden Draken.
20 Dra har visuell magnitud +6,40 med en amplitud av 0,009 enheter och en period av 0,59538 dygn eller 14,289 timmar.